# Raaba-Grambach
Raaba-Grambach è un comune austriaco di 4 159 abitanti nel distretto di Graz-Umgebung, in Stiria. È stato creato il 1º gennaio 2016 dalla fusione dei precedenti comuni di Raaba e Grambach e ha lo status di comune mercato (Marktgemeinde); capoluogo comunale è Raaba.